# Quasimoto
Quasimoto o Lord Quas es el alter ego extraterrestre del rapero y productor estadounidense Madlib, y destaca por su voz extremadamente aguda, como si hubiera aspirado helio (Madlib consigue este efecto rapeando sobre bases ralentizadas, y luego acelerándolo). También destacan las instrumentales, con sonidos extraños.

## Discografía
La discografía de Quasimoto se resume en una gran variedad de EP y tres LP.
- Hittin Hooks (1999)(EP)
- Microphone Mathematics (1999)(EP)
- The Unseen (2000)(LP)
- Come On Feet (2000)(EP)
- Basic Instinctinct (2001)(EP)
- Unreleased (2001)(EP)
- Astronaut (2002)(EP)
- The Broad Factor Limited Edition (2004)(EP)
- The Further Adventures of Lord Quas (2005)(LP)
- Bullys Hit bw Seasons Change 7 inch (2005)(EP)
- Bus Ride (2005)(EP)
- Yessir Whatever (2013)(LP)
- Talkin' Shit (2014)